# Animal (canción de Álvaro Soler)
«Animal» es una canción y sencillo del cantante hispanoalemán Álvaro Soler. El tema fue estrenado en ITunes, las plataformas digitales de venta, las plataformas de streaming y en Youtube el 10 de febrero de 2017. La canción Animal es el quinto sencillo lanzado por Álvaro, y se incluye también en la reedición de su disco debut Eterno Agosto. La canción fue compuesta en otoño de 2015 por Álvaro Soler, en colaboración con los dos compositores y productores alemanes Alexander Zuckowski y Simon Triebel y con el danés Rune Westberg, quienes también se encargaron de la producción del tema. Animal se grabó en febrero de 2016. Del sencillo se publicaron dos versiones, Animal (Radio Edit), que es la versión adaptada para las radios, y Animal (Acoustic Version), la versión acústica.  

## Video musical
El vídeo musical oficial para Animal (Radio Edit) fue grabado en marzo de 2016 en La Habana, y se estrenó en el canal oficial en Youtube de Álvaro Soler, sea Álvaro Soler Vevo, el 10 de febrero de 2017, al mismo día del lanzamiento del sencillo. El vídeo representa a Álvaro sentado en una mecedora y también posicionado al lado de la ventana de su cuarto, y estas escenas se alternan continuamente con imágenes de una boxeadora cubana entrenándose duramente por las calles de La Habana.  
El radio edit de Animal ha alcanzado aproximadamente 10 millones de streams en Spotify, y llegó a ocupar el octavo puesto en la radio en Polonia, mientras que la versión acústica, por su parte, tiene 1,7 millones de streams en Spotify. En cuanto al vídeo musical se suman más de 21 millones de visualizaciones en Youtube.

## Formatos y lista de canciones
Descarga digital
- Animal (Radio Edit) - Single - 3:33
- Animal (Acoustic Version) - Single - 3:39

Remix
- Animal (DJ Katch Remix) - 3:36
- Animal (Nando Pro Remix) - 3:52
- Animal (WBM Remix)  - 3:40
- Animal (Calyre Remix) - 3:43
- Animal (Ramon Esteve Mix) - 3:05